# Jules Hesters
Jules Hesters (Gand, 11 novembre 1998) è un pistard belga che corre per il Team Flanders-Baloise. Nel 2022, nel 2024 e nel 2025 ha vinto la medaglia di bronzo europea Elite nella corsa a eliminazione.

## Palmarès

### Pista
- 2016 (Juniores)

Campionati belgi, Americana Junior (con Vincent Meyers)
Fenioux Piste International, Americana Junior (con Gerben Thijssen)
Campionati europei, Scratch Junior
Sei giorni di Gand, Under-23 (con Gerben Thijssen)
- 2017

Sei giorni di Rotterdam, Under-23 (con Bryan Boussaer)
Campionati belgi, Keirin
Sei giorni di Londra, Under-21 (con Bryan Boussaer)
Sei giorni di Gand, Under-23 (con Bryan Boussaer)
- 2018

Sei giorni di Rotterdam, Under-23 (con Bryan Boussaer)
Sei giorni di Brema, Under-23 (con Bryan Boussaer)
Campionati europei, Corsa a eliminazione Under-23
- 2019

Campionati belgi, Derny
Campionati europei, Corsa a eliminazione Under-23
- 2020

GP Brno, Americana (con Lindsay De Vylder)
Campionati europei, Corsa a eliminazione Under-23
- 2022

Campionati belgi, Corsa a eliminazione
Campionati belgi, Americana (con Tuur Dens)
Campionati belgi, Scratch
2ª prova Coppa delle Nazioni, Corsa a eliminazione (Milton)
- 2023

Campionati belgi, Corsa a eliminazione
Campionati belgi, Americana (con Tuur Dens)
GP Brno, Americana (con Tuur Dens)
Berlin, Corsa a eliminazione
Campionati belgi, Scratch
- 2024

GP Brno, Americana (con Lindsay De Vylder)
Three Days Aigle, Americana (con Noah Vandenbranden)
- 2025

Coppa delle Nazioni Corsa a eliminazione (Konya)

### Strada
- 2022 (Sport Vlaanderen-Baloise, una vittoria)

Grote Prijs Beeckman-De Caluwé

## Piazzamenti

### Classiche monumento
- Giro delle Fiandre

2024: ritirato
2025: ritirato
- Parigi-Roubaix

2024: 62°

### Competizioni mondiali
- Campionati del mondo su pista

Astana 2015 - Inseguimento a squadre Junior: 13º
Astana 2015 - Americana Junior: 7º
Aigle 2016 - Inseguimento a squadre Junior: 12º
Aigle 2016 - Americana Junior: 5º
Roubaix 2021 - Corsa a eliminazione: 5º
St. Quentin-en-Yv. 2022 - Omnium: 11º
St. Quentin-en-Yv. 2022 - Corsa a eliminazione: 4º
Glasgow 2023 - Corsa a eliminazione: 6º
Ballerup 2024 - Scratch: 5º
Ballerup 2024 - Corsa a eliminazione: 17º

### Competizioni europee
- Campionati europei su pista

Atene 2015 - Americana Junior: 11º
Montichiari 2016 - Scratch Junior: vincitore
Montichiari 2016 - Americana Junior: 2º
Anadia 2017 - Corsa a eliminazione Under-23: 5º
Anadia 2017 - Scratch Under-23: 17º
Aigle 2018 - Corsa a eliminazione Under-23: vincitore
Aigle 2018 - Americana Under-23: 2º
Gand 2019 - Corsa a eliminazione Under-23: vincitore
Gand 2019 - Scratch Under-23: 7º
Apeldoorn 2019 - Corsa a eliminazione: 18º
Fiorenzuola d'Arda 2020 - Corsa a eliminazione Under-23: vincitore
Fiorenzuola d'Arda 2020 - Americana Under-23: 5º
Monaco di Baviera 2022 - Scratch: 5º
Monaco di Baviera 2022 - Corsa a eliminazione: 3º
Grenchen 2023 - Corsa a eliminazione: 6º
Apeldoorn 2024 - Corsa a eliminazione: 3º
Heusden-Zolder 2025 - Corsa a eliminazione: 3º
- Giochi europei

Minsk 2019 - Inseguimento a squadre: 7º
Minsk 2019 - Scratch: 5º